# Boca de Río
Boca de Río est le chef-lieu de la municipalité de Península de Macanao dans l'État de Nueva Esparta au Venezuela.